# Viscomtat

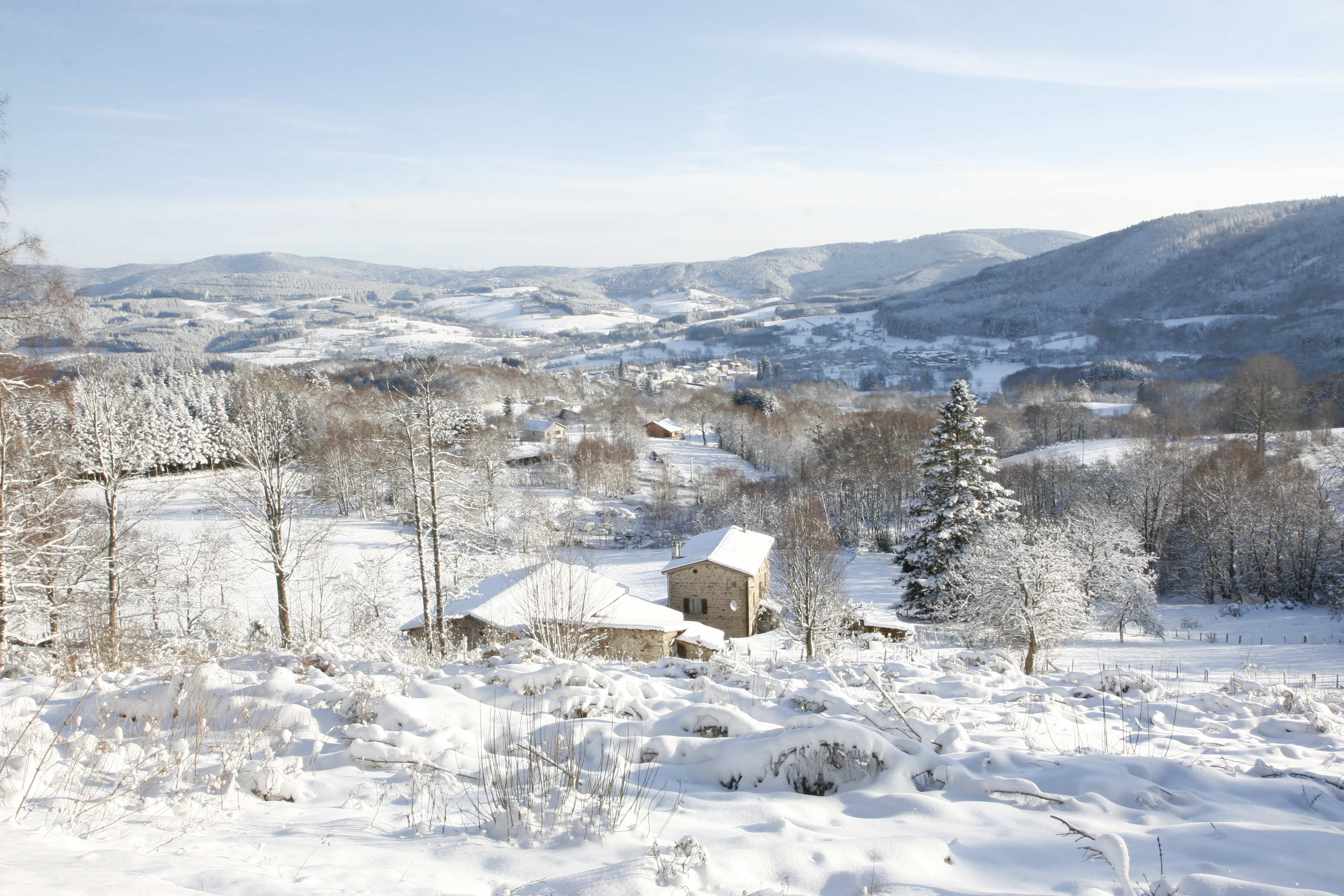
Viscomtat im Winter 2005

Viscomtat ist eine französische Gemeinde im Département Puy-de-Dôme in der Region Auvergne-Rhône-Alpes. Sie gehört zum Arrondissement Thiers und zum Kanton Thiers (bis 2015: Kanton Saint-Rémy-sur-Durolle). Die Kommune hat 503 Einwohner (Stand: 1. Januar 2022).

## Lage und Verkehr
Viscomtat liegt etwa 46 Kilometer ostnordöstlich von Clermont-Ferrand am Rande der Berge des Forez. Umgeben wird Viscomtat von den Nachbargemeinden Celles-sur-Durolle im Norden und Nordwesten, Chabreloche im Nordosten, Noirétable im Osten, Vollore-Montagne im Süden sowie Sainte-Agathe im Westen.
Viscomtat ist heute Bestandteil des Regionalen Naturparks Livradois-Forez.

## Geschichte
1833 wurde die Gemeinde von der Nachbarkommune Celles-sur-Durolle eigenständig.

## Bevölkerungsentwicklung
| Jahr                       | 1962 | 1968 | 1975 | 1982 | 1990 | 1999 | 2006 | 2013 |
| Einwohner                  | 988  | 1022 | 902  | 823  | 760  | 680  | 640  | 555  |
| Quellen: Cassini und INSEE |      |      |      |      |      |      |      |      |